# Hold Me Closer (Cornelia Jakobs)
Hold Me Closer is een nummer van de Zweedse zangeres en songwriter Cornelia Jakobs, als single uitgebracht op 26 februari 2022. Met het nummer vertegenwoordigde Jakobs Zweden op het Eurovisiesongfestival 2022 in Turijn, Italië, nadat ze de finale won van Melodifestivalen 2022. Jakobs trad in de tweede halve finale aan als 17e van de 18 acts. Na het uitbrengen van het nummer groeide het nummer meteen uit, tot een van de fan favorieten van het songfestival. Zo won de zangeres de OGAE Fan Poll. Het nummer werd uiteindelijk vierde in Turijn.